# ZON TV
ZON TV (anciennement TV Cabo, puis ZON TV Cabo) est l'une des principales plateformes de télévision par abonnement  portugaise. ZON TV, qui est une division du groupe ZON Multimédia, opère dans le secteur de la télévision par câble et  par satellite. Elle propose en outre des services interactifs de télévision, ainsi que des formules Triple Play.

## Historique
ZON TV, a commencé à émettre le 19 mai 1994 sous le nom de TV Cabo. Elle appartenait alors au groupe Portugal Telecom.
En 1996, Portugal Telecom est restructurée et est créée la holding PT Multimédia, qui regroupe tous les activités internet et multimédia, dont TV Cabo.
En 2007, PT Multimédia est une entreprise indépendante et concurrente de Portugal Telecom, et en 2008, afin de marquer la séparation des deux entités, les actionnaires de PT Multimédia actent un changement de nom. PT Multimédia devient ZON Multimédia, et TV Cabo devient ZON TV Cabo.
Le 17 janvier 2008, ZON TV Cabo a annoncé l'achat, conjointement avec la banque Caixa Geral de Depósitos, de l'entreprise concurrente TVTEL.
Le 24 juillet 2008, ZON TV Cabo a acheté les entreprises de télévision par câble Bragatel et Pluricanal (pour ce dernier, réseaux de Leiria et Santarem, comme ce fut le cas pour Pluricanal Aveiro  par Cabovisão et Pluricanal Gondomar par TVTEL dans les années 90), à l'entrepreneur José Berardo.
Début 2010, le service TV de ZON Multimédia ZON TV Cabo prend son nom  ZON TV.
La société avait alors une situation de quasi-monopole sur le marché de la télévision payante. Cependant, elle subit la concurrence des opérateurs d'IPTV comme Optimus Clix ou Vodafone, mais surtout de l'offre Meo de Portugal Telecom qui est la seule entreprise qui, en plus de faire concurrence sur le secteur du triple play, est le seul compétiteur dans la télévision par satellite portugaise.
En mai 2014, Zon et Optimus fusionnent, faisant donc de même pour Zon TV et Optimus Clix, qui deviennent NOS TV.

## Bouquets de chaînes
| #          | Chaîne                    | Pays        | Type             | Langue     | Sous-titrage | Diffusion                                                   | Max TVCine | Max     | Total   | Base    | 2ª Habitação |
| ---------- | ------------------------- | ----------- | ---------------- | ---------- | ------------ | ----------------------------------------------------------- | ---------- | ------- | ------- | ------- | ------------ |
| 1          | RTP1                      | Portugal    | Généraliste      | PT         | Oui          | 24 h                                                        | Oui        | Oui     | Oui     | Oui     | Oui          |
| 2          | RTP 2                     | Portugal    | Généraliste      | PT         | Oui          | 24 h                                                        | Oui        | Oui     | Oui     | Oui     | Oui          |
| 3          | SIC                       | Portugal    | Généraliste      | PT         | Oui          | 24 h                                                        | Oui        | Oui     | Oui     | Oui     | Oui          |
| 4          | TVI                       | Portugal    | Généraliste      | PT         | Oui          | 24 h                                                        | Oui        | Oui     | Oui     | Oui     | Oui          |
| 5          | SIC Notícias              | Portugal    | Informations     | PT         | Oui          | 24 h                                                        | Oui        | Oui     | Oui     | Oui     | Oui          |
| 6          | SIC Mulher                | Portugal    | Thématique       | PT         | Oui          | 24 h                                                        | Oui        | Oui     | Oui     |         | Oui          |
| 7          | TVI 24                    | Portugal    | Informations     | PT         | Oui          | 24 h                                                        | Oui        | Oui     | Oui     | Oui     | Oui          |
| 8          | RTPN                      | Portugal    | Informations     | PT         | Oui          | 24 h                                                        | Oui        | Oui     | Oui     | Oui     | Oui          |
| 9          | SIC Radical               | Portugal    | Thématique       | PT         | Oui          | 24 h                                                        | Oui        | Oui     | Oui     |         | Oui          |
| 11         | RTP Memória               | Portugal    | Thématique       | PT         | Oui          | 24 h                                                        | Oui        | Oui     | Oui     |         | Oui          |
| 12         | RTP1 HD                   | Portugal    | Généraliste      | PT         | Oui          | Occasionnellement                                           | Oui        | Oui     | Oui     | Oui     | Oui          |
| 13         | Porto Canal               | Portugal    | Régional         | PT         | Oui          | 24 h                                                        | Oui        | Oui     | Oui     |         | Oui          |
| 14         | RTP África                | Portugal    | Généraliste      | PT         | Oui          | 24 h                                                        | Oui        | Oui     | Oui     |         | Oui          |
| 17         | RTP Madeira               | Portugal    | Généraliste      | PT         | Oui          | 24 h                                                        | Oui        | Oui     | Oui     | Oui     | Oui          |
| 18         | RTP Açores                | Portugal    | Généraliste      | PT         | Oui          | 24 h                                                        | Oui        | Oui     | Oui     | Oui     | Oui          |
| 20         | Sport TV 1                | Portugal    | Sport            | PT         | Oui          | 9 h - 2 h                                                   | Premium    | Premium | Premium | Premium | Premium      |
| 21         | Sport TV 2                | Portugal    | Sport            | PT         | Oui          | 11 h 50-1 h                                                 | Premium    | Premium | Premium | Premium | Premium      |
| 22         | Sport TV 3                | Portugal    | Sport            | PT         | Oui          | 17 h 50-0 h                                                 | Premium    | Premium | Premium | Premium | Premium      |
| 23         | Sport TV HD               | Portugal    | Sport            | PT         | Oui          | 9 h - 2 h                                                   | Premium    | Premium | Premium | Premium | Premium      |
| 26         | Eurosport                 | France      | Sport            | PT         | Non          | 7 h - 1 h (Téléachat la nuit)                               | Oui        | Oui     | Oui     | Oui     | Oui          |
| 27         | Eurosport HD              | France      | Sport            | PT         | Non          | 24 h                                                        | Oui        | Oui     | Oui     |         |              |
| 29         | Eurosport News            | France      | Sport            | EN         | Non          | 24 h                                                        | Oui        | Oui     |         |         | Oui          |
| 30         | Caça e Pesca              | Espagne     | Sport            | ES         | Oui          | 9 h 00 - 1 h 00                                             | Premium    | Premium | Premium | Premium | Premium      |
| 31         | Yacht & Sail              | Italie      | Sport            | EN         | Non          | 24 h                                                        | Oui        | Oui     |         |         | Oui          |
| 32         | NBA TV                    | États-Unis  | Sport            | EN         | Non          | 24 h                                                        | Oui        | Oui     |         |         |              |
| 34         | ESPN America              | États-Unis  | Sport            | EN         | Non          | 24 h                                                        | Oui        | Oui     |         |         | Oui          |
| 37         | Premiere Futebol Clube    | Brésil      | Sport            | PT         | Non          | 24 h                                                        | Premium    | Premium | Premium | Premium | Premium      |
| 38         | Sport TV Golfe            | Portugal    | Sport            | PT         | Oui          | 8 h-2 h (2ª, 3ª e 4ª das 14 h-2 h)                          | Premium    | Premium | Premium | Premium | Premium      |
| 40         | Disney Channel            | Portugal    | Jeunesse         | PT         | Oui          | 24 h                                                        | Oui        | Oui     | Oui     | Oui     | Oui          |
| 41         | Nickelodeon               | Portugal    | Jeunesse         | PT         | Oui          | 24 h                                                        | Oui        | Oui     |         |         | Oui          |
| 42         | Canal Panda               | Portugal    | Jeunesse         | PT         | Oui          | 5 h - 1 h                                                   | Oui        | Oui     | Oui     | Oui     | Oui          |
| 43         | Panda Biggs               | Portugal    | Jeunesse         | PT         | Oui          | 5 h - 0 h 30                                                | Oui        | Oui     | Oui     | Oui     | Oui          |
| 44         | Disney Cinemagic          | Portugal    | Jeunesse         | PT, EN     | Oui          | 24 h                                                        | Premium    | Premium | Premium | Premium | Premium      |
| 46         | BabyFirst                 | Royaume-Uni | Jeunesse         | PT         | Non          | 24 h                                                        | Oui        | Oui     |         |         | Oui          |
| 47         | Cartoon Network           | Portugal    | Jeunesse         | PT, EN     | Non          | 24 h                                                        | Oui        | Oui     | Oui     | Oui     | Oui          |
| 49         | TVCine 1                  | Portugal    | Films            | PT, EN     | Oui          | 24 h                                                        | Oui        | Premium | Premium | Premium | Premium      |
| 50         | TVCine 2                  | Portugal    | Films            | PT, EN     | Oui          | 24 h                                                        | Oui        | Premium | Premium | Premium | Premium      |
| 51         | TVCine 3                  | Portugal    | Films            | PT, EN     | Oui          | 24 h                                                        | Oui        | Premium | Premium | Premium | Premium      |
| 52         | TVCine 4                  | Portugal    | Films            | PT, EN     | Oui          | 24 h                                                        | Oui        | Premium | Premium | Premium | Premium      |
| 53         | TVCine 1 HD               | Portugal    | Films            | PT, EN     | Oui          | 24 h                                                        | Oui        | Premium | Premium | Premium | Premium      |
| 55         | Canal Hollywood           | Espagne     | Films            | PT, EN     | Oui          | 24 h                                                        | Oui        | Oui     | Oui     | Oui     | Oui          |
| 56         | TCM                       | Royaume-Uni | Films            | EN         | Non          | 20 h - 5 h (En journée : Cartoon Network)                   | Oui        | Oui     | Oui     | Oui     | Oui          |
| 58         | MOV                       | Portugal    | Films et Séries  | PT, EN     | Oui          | 24 h                                                        | Oui        | Oui     | Oui     |         | Oui          |
| 59         | MOV HD                    | Portugal    | Films e Séries   | PT, EN     | Oui          | 24 h                                                        | Oui        | Oui     | Oui     |         |              |
| 60         | AXN                       | Portugal    | Séries et Films. | PT, EN     | Oui          | 24 h                                                        | Oui        | Oui     | Oui     |         | Oui          |
| 61         | AXN HD                    | Portugal    | Séries et Films. | PT, EN     | Oui          | 24 h                                                        | Oui        | Oui     | Oui     |         |              |
| 62         | Fox Life                  | Portugal    | Séries           | PT, EN     | Oui          | 24 h                                                        | Oui        | Oui     | Oui     |         | Oui          |
| 63         | Fox Life HD               | Portugal    | Séries           | PT, EN     | Oui          | 24 h                                                        | Oui        | Oui     | Oui     |         |              |
| 64         | FOX                       | Portugal    | Séries           | PT, EN     | Oui          | 24 h                                                        | Oui        | Oui     | Oui     |         | Oui          |
| 65         | FOX HD                    | Portugal    | Séries           | PT, EN     | Oui          | 24 h                                                        | Oui        | Oui     | Oui     |         |              |
| 66         | FOX Crime                 | Portugal    | Séries           | PT, EN     | Oui          | 09 h-3 h                                                    | Oui        | Oui     |         |         | Oui          |
| 67         | FX                        | Portugal    | Séries           | PT, EN     | Oui          | 10 h - 4 h                                                  | Oui        | Oui     |         |         | Oui          |
| 68         | Fox Next                  | Portugal    | Séries           | PT, EN     | Oui          | 9 h - 3 h                                                   | Oui        | Oui     |         |         |              |
| 69         | Sony Entertainment        | Portugal    | Séries et Films  | PT, EN     | Oui          | 24 h                                                        | Oui        | Oui     | Oui     | Oui     | Oui          |
| 71         | Extreme Sports Channel    | Pays-Bas    | Sport            | EN         | Oui          | 24 h                                                        | Oui        | Oui     |         |         | Oui          |
| 72         | MTV Portugal (en)         | Portugal    | Musique          | PT, EN     | Oui          | 24 h                                                        | Oui        | Oui     | Oui     | Oui     | Oui          |
| 73         | Fashion TV                | France      | Culture          | EN         | Non          | 24 h                                                        | Oui        | Oui     | Oui     |         | Oui          |
| 75         | E! Entertainment          | Royaume-Uni | LifeStyle        | EN         | Oui          | 24 h                                                        | Oui        | Oui     |         |         | Oui          |
| 78         | Zone Reality              | Royaume-Uni | Reality TV       | EN         | Oui          | 24 h                                                        | Oui        | Oui     |         |         | Oui          |
| 80         | TV Globo Portugal         | Brésil      | Généraliste      | PT         | Non          | 24 h                                                        | Premium    | Premium | Premium | Premium | Premium      |
| 82         | Discovery Travel & Living | Royaume-Uni | Documentaires    | EN         | Oui          | 24 h                                                        | Oui        | Oui     | Oui     | Oui     | Oui          |
| 84         | TV Record                 | Brésil      | Généraliste      | PT         | Non          | 24 h                                                        | Oui        | Oui     | Oui     | Oui     | Oui          |
| 90         | Festa Brava               | Espagne     | Corridas         | ES         | Non          | Saison des corridas espagnoles                              | Premium    | Premium | Premium | Premium | Premium      |
| 100        | Discovery Channel         | Espagne     | Documentaires    | PT, EN     | Oui          | 24 h                                                        | Oui        | Oui     | Oui     | Oui     | Oui          |
| 102        | Discovery Science         | Espagne     | Documentaires    | PT, EN     | Oui          | 24 h                                                        | Oui        | Oui     |         |         | Oui          |
| 103        | Discovery Civilization    | Espagne     | Documentaires    | PT, EN     | Oui          | 24 h                                                        | Oui        | Oui     |         |         | Oui          |
| 104        | Discovery Turbo           | Espagne     | Documentaires    | PT, EN     | Oui          | 24 h                                                        | Oui        | Oui     |         |         | Oui          |
| 105        | National Geographic       | Portugal    | Documentaires    | PT, EN     | Oui          | 24 h                                                        | Oui        | Oui     | Oui     |         | Oui          |
| 106        | National Geographic HD    | Royaume-Uni | Documentaires    | EN         | Non          | 24 h                                                        | Oui        | Oui     |         |         |              |
| 109        | Odisseia                  | Espagne     | Documentaires    | PT, ES     | Oui          | 24 h                                                        | Oui        | Oui     | Oui     | Oui     | Oui          |
| 110        | Travel Channel            | Royaume-Uni | Documentaires    | EN         | Oui          | 7 h - 1 h                                                   | Oui        | Oui     |         |         | Oui          |
| 112        | Canal História            | Espagne     | Documentaires    | PT, ES     | Oui          | 24 h                                                        | Oui        | Oui     | Oui     | Oui     | Oui          |
| 114        | Bio.                      | Espagne     | Documentaires    | PT, EN     | Oui          | 24 h                                                        | Oui        | Oui     | Oui     | Oui     | Oui          |
| 140        | MTV Music                 | Royaume-Uni | Musique          | EN         | Non          | 24 h                                                        | Oui        | Oui     |         |         | Oui          |
| 141        | MTV Rocks                 | Royaume-Uni | Musique          | EN         | Non          | 24 h                                                        | Oui        | Oui     |         |         | Oui          |
| 142        | MTV Dance                 | Royaume-Uni | Musique          | EN         | Non          | 24 h                                                        | Oui        | Oui     |         |         | Oui          |
| 143        | VH1                       | Royaume-Uni | Musique          | EN         | Non          | 24 h                                                        | Oui        | Oui     | Oui     | Oui     | Oui          |
| 144        | VH1 Classic               | Royaume-Uni | Musique          | EN         | Non          | 24 h                                                        | Oui        | Oui     |         |         | Oui          |
| 145        | MCM Top                   | France      | Musique          | FR         | Non          | 24 h                                                        | Oui        | Oui     | Oui     |         | Oui          |
| 150        | Mezzo                     | France      | Musique          | FR         | Non          | 24 h                                                        | Oui        | Oui     | Oui     |         | Oui          |
| 200        | Económico.tv              | Portugal    | Économie         | PT         | Oui          | 24 h                                                        | Oui        | Oui     | Oui     |         |              |
| 203        | Euronews                  | France      | Informations     | PT, ES, EN | Non          | 24 h                                                        | Oui        | Oui     | Oui     |         | Oui          |
| 204        | CNN                       | Royaume-Uni | Informations     | EN         | Non          | 24 h                                                        | Oui        | Oui     | Oui     |         | Oui          |
| 205        | Sky News                  | Royaume-Uni | Informations     | EN         | Non          | 24 h                                                        | Oui        | Oui     | Oui     |         | Oui          |
| 206        | BBC World News            | Royaume-Uni | Informations     | EN         | Non          | 24 h                                                        | Oui        | Oui     | Oui     |         | Oui          |
| 207        | Al Jazeera                | Royaume-Uni | Informations     | EN         | Non          | 24 h                                                        | Oui        | Oui     | Oui     |         |              |
| 208        | France 24 English         | France      | Informations     | EN         | Non          | 24 h                                                        | Oui        | Oui     | Oui     |         | Oui          |
| 210        | CNBC                      | Royaume-Uni | Informations     | EN         | Non          | 24 h                                                        | Oui        | Oui     | Oui     |         | Oui          |
| 211        | Bloomberg                 | Royaume-Uni | Économie         | EN         | Non          | 24 h                                                        | Oui        | Oui     | Oui     |         | Oui          |
| 212        | TVE 24 Horas              | Espagne     | Informations     | ES         | Non          | 24 h                                                        | Oui        | Oui     | Oui     |         |              |
| 219        | AR TV                     | Portugal    | Política         | PT         | Non          | Conforme os programas                                       | Oui        | Oui     | Oui     | Oui     | Oui          |
| 220        | TV Galicia                | Espagne     | Généraliste      | GL, ES     | Non          | 24 h                                                        | Oui        | Oui     | Oui     |         | Oui          |
| 221        | TVE Internacional         | Espagne     | Généraliste      | ES         | Non          | 24 h                                                        | Oui        | Oui     | Oui     |         | Oui          |
| 224        | M6 Suisse                 | France      | Généraliste      | FR         | Non          | 24h                                                         | Oui        | Oui     | Oui     |         | Oui          |
| 225        | TV5 Monde                 | France      | Généraliste      | FR         | Non          | 24 h                                                        | Oui        | Oui     | Oui     |         | Oui          |
| 226        | Arte                      | France      | Culture          | FR         | Non          | 24 h                                                        | Oui        | Oui     | Oui     |         | Oui          |
| 227        | Rai Uno                   | Italie      | Généraliste      | IT         | Non          | 24 h                                                        | Oui        | Oui     | Oui     |         | Oui          |
| 230        | BBC Entertainment         | Royaume-Uni | Généraliste      | EN         | Non          | 24 h                                                        | Oui        | Oui     | Oui     |         | Oui          |
| 232        | RTL                       | Allemagne   | Généraliste      | DE         | Non          | 24 h                                                        | Oui        | Oui     | Oui     |         | Oui          |
| 260        | HOT TV                    | Portugal    | Pornographique   | PT, EN     | Oui          | 24 h                                                        | Premium    | Premium | Premium | Premium | Premium      |
| 261        | Playboy TV                | Brésil      | Erotique         | PT, EN     | Oui          | 24 h                                                        | Premium    | Premium | Premium | Premium | Premium      |
| 268 ou 269 | Canal de teste            | ?           | ?                | ?          | ?            | ?                                                           | Oui        | Oui     | Oui     | Oui     | Oui          |
| 290        | Millennium TV             | Portugal    | Publicitaire     | PT         | Oui          | Canal destiné à être diffusé dans les agences bancaires BCP | Oui        | Oui     | Oui     | Oui     | Oui          |
| 299        | Destaques de Programação  | Portugal    | Programmation    | PT         | Oui          | 24 h                                                        | Oui        | Oui     | Oui     | Oui     | Oui          |

En plus des bouquets décrits ci-dessus, il existe d’autres bouquets disponibles :
- Base Sport TV = Bouquet Base + Chaînes Sport TV
- Total Sport TV = Bouquet Total + Chaînes Sport TV

|  | Chaînes principalement destinées aux archipels portugais (Açores et Madère). |
|  | Chaînes diffusées en Haute Définition.                                       |
|  | Chaînes diffusées en 16:9 SD.                                                |

+ Les chaînes en clair du satellite Hispasat.